# دوري دومينيكا لكرة القدم 2018–19
دوري دومينيكا لكرة القدم 2018–19 هو موسم من دوري دومينيكا لكرة القدم. فاز فيه South East FC ‏.